# John Gotti
John Joseph Gotti, Jr., ameriški mafijec italijanskega rodu, * 27. oktober 1940, † 10. junij 2002
Bil je šef kriminalne družine Gambino po umoru prejšnjega šefa Paula Castellana. Postal je splošno znan zaradi svoje osebnosti in kitnjastega stila ki je tudi bil vzrok za njegov padec. Leta 1992 je bil Gotti obsojen za izsiljevanje, 13 umorov, oviranje pravosodja, načrtovanja umora, nezakonitih stav, davčnih utaj in je bil obsojen na dosmrtno ječo. Umrl je v zaporu 10 let kasneje.
Znan je bil s strani medijev kot »The Dapper Don«, zaradi njegove navade nošenja dragih oblek in ker se ga prejšnji poskusi preganjanja niso »prijeli« znan kot »The Teflon Don«.

## Zgodnje življenje in družina
Gotti je imel italijansko-ameriška starša John Gotti Sr. in Filomena »Fannie« Gotti.Pri 12, se je njegova družina preselili v Sheepshead Bay v Brooklynu, kjer so on in njegovi bratje Peter in Richard postali del lokalne ulične tolpe. 
Gotti se je poročil z Victorio DiGiorgio 6. marca, 1962. Imela sta pet otrok, Angela (Angel), Victoria, John A. »Junior« Gotti, Peter in Frank.

## Kriminalna kariera
Gottijeva kriminalna kariera z Gambinoti se je  začela s transportiranjem ukradenega blaga iz letališča Idlewild (pozneje preimenovan v mednarodno letališče John F. Kennedy). Ki je bilo teritorij Lucchejeve kriminalne družine.
V februarju 1978 so zaposleni Uniteda indentificirali Gottija kot človeka,  ki je podpisal za ukradeno robo. FBI ga je aretiral. Dva meseca pozneje, ko je bil na prostosti, so Gottija aretirali tretjič zaradi kraje - tokrat je ukradel cigarete v vrednosti 50.000 dolarjev na New Jerseyski mitnici. Pozneje tistega leta, je Gotti bil obsojen na 4 leta zapora v Lewisburškem zveznem zaporu zaradi kraje Northwesta.
Potem ko je bil izpuščen iz zapora, je imel Gotti pogojno kazen ,dokler si ne najde zakonite aposlitve. Medtem pa se je vrnil k svoji stari ekipi na Bergin klubu. Po smrti Carla Gambina vodje gambino družine je Paul Castellano svak Carla Gambina postal glava družine. Castellano ni imel veliko spoštovanja svojih podrejenih. Ko so Gottijevo posadko dobili pri prodaji heroina, kar je bilo proti pravilom družine, so Gotti in drugi, boječi pred posledicami, dali ubiti Paula Castellana ki je bil ustreljen šestkrat skupaj s svojim telesnim stražarjem Thomasem Bilottijem zunaj Sparks Steak Housa. Tako je Gotti postal nova glava družine.
Gotti je bil aretiran večkrat v vsej svoji karieri, in bil zaprt v državnem in zveznem zaporu. Do leta 1980. so ga mediji imenovali »Teflon Don« ker se je izognil sodbam izsiljevanja.

## Aretacija
Gotti je bil pod elektronskim nadzorom FBI-a. Dobili so ga na traku kako je v apartmaju razpravljal o številnih umorih in drugih kriminalnih dejavnostih. FBI je ujel tudi Gottija, ko je očrnjeval njegovega podšefa, Sammy »The Bull« Gravano. 11. decembra 1990 so FBI-evi agenti in newyorški detektivi izvedli racijo v klubu Ravenite Social Club in aretirali Gottija, Gravana in Franka Locascia.
Gotti je bil obtožen 13. umorov (vključno Paula Castellana in Thomasa Bilottija), zarote umora, izsiljevanja, oviranja pravosodja, nezakonitih stav, in davčnih utaj. 
Gottiju je bilo sojeno v ameriškem okrožnem sodišču za vzhodni predel Newyorka, s prepričljivimi dokazi zveznega tožilca. Ne samo da so imeli Gottija na traku, ampak so imeli tudi več prič ki so pričale proti Gottiju. Sammy Gravano (podgana) je na žalost pričati proti Gottiji in Locascio, z obljubo, da se vpišej v program za zaščito prič. 2. aprila, 1992, po le 13 urah razprave, je žirija Gottija in Locascia obsodila za krive vseh 13. obsodb. 23. junija 1992, je sodnik Glasser Gottija obsodil na doživljenjski zapor, brez možnosti pogojnega izpusta. Poslali so ga v ameriški zapor v Marionu v Illinoisu, kjer je bil v celici 23 ur na dan. Gotti je umrl 10. junija 2002 ob 12:45 zaradi raka na grlu.